# Morcheeba

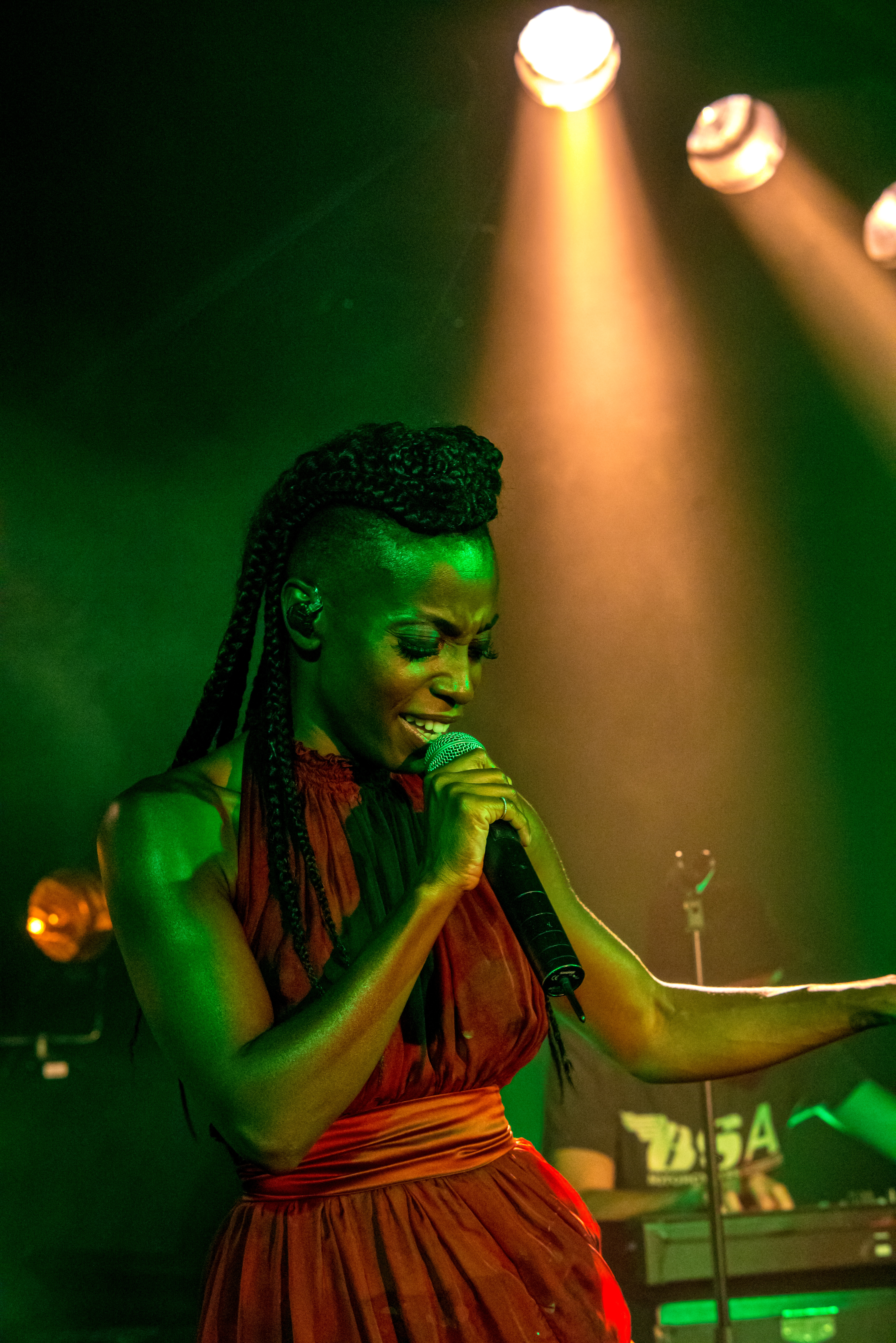
Zangeres Skye Edwards van Morcheeba op het Zelt-Musik-Festival 2018 Freiburg, Duitsland

Morcheeba is een Britse band die invloeden uit triphop, rhythm-and-blues en popmuziek combineert.
De band werd in 1995 opgericht door de broers DJ Paul Godfrey en Ross Godfrey en zangeres Skye Edwards.
Het eerste album Who Can You Trust (1996) bevat duidelijke invloeden van de eveneens Britse band Massive Attack. De daaropvolgende albums Big Calm (1998), Fragments of Freedom (2000) en Charango (2002) zijn duidelijk minder duister en melancholisch, en neigen meer in de richting van triphop en popmuziek.
Na verschijning van een album met hoogtepunten, Parts of the Process, in april 2004, verliet Skye Edwards de band, naar verluidt omdat de broers Godfrey een andere muzikale richting op wilden. Daisy Martey, voormalig lid van de band Noonday Underground, kwam in de plaats van Skye en zorgde voor de vocalen op het album The Antidote, dat op 5 mei 2005 verscheen. Voor de livetournee werd Martey vervangen door een andere zangeres, Jody Sternberg.
In 2010 keerde zangeres Skye Edwards weer terug naar de beide broers en was zij te horen op het album Blood Like Lemonade.
In 2005 heeft de Brand Bierbrouwerij in een commercial gebruik gemaakt van hun nummer Wonders never Cease.
Het nummer “Blood Like Lemonade“ (2010) is het openingsnummer van Episode 4: "Man On The Moon" (seizoen 1) van de Netflix serie The Umbrella Academy.

## Discografie

### Albums
- Who Can You Trust? (1996)
- Big Calm (1998)
- Fragments of Freedom (2000)
- Back to Mine (2001)
- Charango (2002)
- Parts of the Process (The Very Best Of Morcheeba) (2003)
- The Antidote (2005)
- The Platinum Collection (2005)
- Dive Deep (2008)
- Blood Like Lemonade (2010)
- Head Up High (2014)
- Blaze Away (2018)
- Blackest Blue (2021)
- Escape the Chaos (2025)

### Singles
Van Who Can You Trust?
- "Trigger Hippie" 1996
- "Never an Easy Way" 1996
- "Tape Loop" 1996
- "The Music That We Hear" (Moog Island) 1997

Van Big Calm
- "Shoulder Holster" 1997
- "The Sea" 1998
- "Blindfold" 1998
- "Let Me See" 1998
- "Part of the Process" 1998
- "Summertime" 1998

Van Fragments of Freedom
- "Rome Wasn't Built in a Day" 2000
- "Be Yourself" 2000
- "World Looking In" 2001

Van Charango
- "Otherwise" 2002
- "Way Beyond" 2002
- "Undress Me Now" 2002

Van Parts of the Process
- "What's Your Name?" 2003

Van The Antidote
- "Wonders Never Cease" 2005
- "Lighten Up" 2005
- "Everybody Loves a Loser" 2005

## Hitlijsten

### Albums
| Album met eventuele hitnotering(en) in de Nederlandse Album Top 100 | Datum van verschijnen | Datum van binnenkomst | Hoogste positie | Aantal weken | Opmerkingen |
| ------------------------------------------------------------------- | --------------------- | --------------------- | --------------- | ------------ | ----------- |
| Dive deep                                                           | 2007                  | 01-03-2008            | 82              | 1            |             |